# Tomás Gutiérrez Ferrer
Tomás Gutiérrez Ferrer (Guayama, 29 dicembre 1940 – 2 febbraio 2018) è stato un cestista portoricano.

## Carriera
Con Porto Rico ha disputato due edizioni dei Giochi olimpici (Tokyo 1964, Città del Messico 1968) e due dei Campionati mondiali (1963, 1967).